# Dailymotion
Dailymotion este o platformă online de partajare video deținut de Canal+. Înainte de 2024, a fost deținută de Vivendi. Parteneri nord-Americani de lansare au inclus Vice Media, Bloomberg, și Hearst Digital Media. Este printre primele platforme cunoscute să suporte rezoluția video HD (720p). Dailymotion este disponibilă în toată lumea în 183 de limbi și 43 de versiuni localizate, cu pagini de pornire locale și conținut local.

## Istorie și locație
În martie 2005, Bejbaum și Poitrey, în urma unei călătorii la Los Angeles, au strâns 250.000 euro de la 6 investitori particulari pentru fondarea paginii de internet. În octombrie 2009, Statul francez a preluat o participație din capitalul Dailymotion-ului prin Fondul de investiții strategice, deținut în proporție de 51% de Fondul de Depozite și Consemnațiuni și 49,95% de stat. La 25 ianuarie 2011, Orange S.A. a achiziționat un pachet de 49% de acțiuni din Dailymotion contra a 62 de milioane de euro, evaluând compania la 120 de milioane de euro. 2 ani mai târziu, Orange a cumpărat restul de 51% de actiuni pentru 61 de milioane de euro, devenind astfel unicul proprietar pentru Dailymotion. În mai 2013, guvernul francez a blocat achiziționarea de către Yahoo a unui pachet majoritar de acțiuni de la Dailymotion. 
Din 2007, Dailymotion și-a deschis primele birouri la Londra, în aprilie 2009 la New York și și-a înființat la San Francisco în iulie 2011, Singapore (2014) și Abidjan (Coasta de Fildeș, 2016). Sediul central actual este situat în arondismentul 17 al Parisului. A fost inaugurat de CBRE Investors. Azi, Dailymotion își manifestă prezența în 43 de țări, între care România.
Din 2009, Dailymotion este accesibil pe TV prin: Livebox, Freebox, Neufbox și alte televizoare conectate. În decembrie 2013, Dailymotion a achiziționat Jilion, un start-up elvețian specializat în personalizarea player-elor video multi-media. 
În aprilie 2015, grupul Vivendi a oferit firmei Orange să cumpere acțiuni de Dailymotion. Până la septembrie 2015, grupul Vivendi a achiziționat 90% de acțiuni de la Orange. În urma exercitării de către Orange a unei opțiuni de vânzare pe cota sa reziduală de 10%, Vivendi deține 100% din Dailymotion, începând din 26 iulie 2017. 
În ianuarie 2019, Dailymotion-ul a fost victima unui atac informatic major, menit să compromită datele utilizatorilor săi.          

## Motionmaker
Motionmaker-ul este utilizatorul care nu se limitează în ceea ce privește videoclipurile pe care le trimite, fie în ceea ce privește durata sau greutatea videoclipurilor. Are posibilitatea de a-și vedea videoclipurile evidențiate pe pagina de start și pe diferite sectiuni ale Dailymotion-ului.
Motionmaker-ii au opțiunea de a-și trimite videoclipurile sub formatul de "Conținut creativ". Asta înseamnă că își pun videoclipurile la dispoziția echipei editoriale Dailymotion, care poate decide apoi să evidențieze videoclipul pe pagina de start a paginii de internet (vidéo star).
Utilizatorii Dailymotion-ului pot aplica pe pagina de internet pentru statutul de motionmaker, ce le va fi acordat după verificarea criteriilor de calitate.

## Litigii și interdicții
În iunie 2007, Dailymotion a fost considerat responsabil pentru încălcarea drepturilor de autor de către Înalta Curte din Paris. Judecătorii au susținut că Dailymotion este un furnizor de găzduire, nicidecum editor, dar că trebuie să fie tras la răspundere pentru încălcarea drepturilor de autor, întrucât era conștient de prezența conținutului ilegal de pe site-ul său. Un astfel de conținut ilegal poate fi material protejat de drepturile de autor, încărcat pe Dailymotion de către utilizatorii Dailymotion-ului. Judecătorii au reținut că Dailymotion cunoștea că pe site-ul său au fost puse videouri nelegale și că, prin urmare, trebuie trasă la răspundere pentru actele de încălcare a dreptului de autor, deoarece a pus la dispoziție utilizatorilor mijloacele necesare pentru a comite actele de încălcare a drepturilor de autor. 
Dailymotion a fost dat în judecată de Jean-Yves Lafesse, persoană fizică, și Omar et Fred, duo comic, în 2008, pentru că le-au difuzat schițele fără autorizație. Instanța de judecată a decis că firma Dailymotion era gazdă și nu editor; prin urmare, nu avea obligația de a lua inițiativa controlării videoclipurilor pe care le conține, ci de a elimina pe acelea raportate că încalcă drepturile de autor. Sentința în primă instanță a fost confirmată de Curtea de Apel din Paris, prin deciziile din 6 mai 2009 și 16 septembrie 2009.   
Pe 17 februarie 2011, Curtea de Casație, cea mai înaltă jurisdicție a ordinii judiciare franceze, a confirmat statutul de gazdă a Dailymotion-ului. În 2007, site-ul a fost condamnat în primă instanță de tribunalul de înaltă instanță din Paris pentru „falsificare și parazitism”, decizie anulată de Curtea de Apel din Paris în 2009, care sublinia statutul de gazdă a platformei de video și nu cea de editor de servicii de internet. Acest caz a luat naștere din plângerea companiilor "Nord-Ouest Production" și "UGC Images", din cauza postării filmului Crăciun fericit (2005), de Christian Carion, pe platforma de videouri. 
În decembrie 2014, Dailymotion a fost amendat cu 1,3 milioane de euro. Curtea de Apel din Paris a constatat că site-ul a încălcat drepturile de autor ale postului de televiziune francez TF1 și ale canalului de știri LCI. Curtea a decis că Dailymotion-ul nu a luat măsuri împotriva utilizatorilor care postau, nelegal, conținut TF1 on-line. Guillaume Clément, responsabil pentru tehnologie și a produselor de vârf, a declarat că, din 2017, compania folosește o combinație de instrumente automate și organizare și supraveghere umană, pentru a se asigura că scopul drepturilor deținătorilor de drepturi de autor sunt protejate și este capabilă să elimine conținutul dubios sau nelegal în două ore.  
Kazahstanul, Coreea de Nord și China au interzis accesul Dailymotion-ului pe teritoriul lor, din 2011.  Dailymotion a fost blocat definitiv în Rusia din ianuarie 2017, deoarece Tribunalul din Moscova a decis că site-ul a încălcat repetat legislația rusă a dreptului de proprietate intelectuală, oferind acces la conținut TV nelegal.  

## Vezi și
- Vimeo
- YouTube